# Richard Bachman
Richard Harrison Bachman (* 25. Juli 1987 in Salt Lake City, Utah) ist ein ehemaliger US-amerikanischer Eishockeytorwart. Für die Dallas Stars, Edmonton Oilers und Vancouver Canucks bestritt er 49 Partien in der National Hockey League, kam jedoch überwiegend in der American Hockey League zum Einsatz, wo er über 250 Einsätze absolvierte.

## Karriere
Bachman wurde beim Entry Draft 2006 der United States Hockey League (USHL) an erster Gesamtposition von den Chicago Steel ausgewählt. Für die Steel absolvierte er in der Saison 2006/07 jedoch nur sieben Spiele, bevor er ligaintern an die Cedar Rapids RoughRiders abgegeben wurde. Nach Beendigung der Spielzeit wechselte Richard Bachman zum Colorado College und nahm für deren Eishockeyteam am Spielbetrieb in der Western Collegiate Hockey Association (WCHA) teil. Seine erste Saison bei den Colorado College Tigers verlief für den Torwart überaus erfolgreich, so wurde er sowohl als WCHA-Spieler des Jahres, als auch als WCHA-Rookie des Jahres ausgezeichnet. Nach einer weiteren Saison in der Western Collegiate Hockey Association unterschrieb Bachman am 27. März 2009 einen Einstiegsvertrag bei den Dallas Stars aus der National Hockey League (NHL), die ihn beim NHL Entry Draft 2006 in der vierten Runde an 120. Position ausgewählt hatten.
In der Spielzeit 2009/10 kam Bachman überwiegend bei den Idaho Steelheads, einem Farmteam der Stars in der ECHL, zum Einsatz. Der Torwart absolvierte 35 Partien für die Steelheads und wurde im Anschluss an die Saison in das ECHL All-Rookie Team nominiert. In der folgenden Spielzeit absolvierte der Torwart 55 Spiele für die Texas Stars in der American Hockey League (AHL), einem weiteren Farmteam der Stars. Zusätzlich absolvierte Bachman in dieser Saison sein erstes Spiel in der National Hockey League; bei der Partie der Dallas Stars gegen die Phoenix Coyotes stand er 9:35 Minuten im Tor und parierte dabei alle vier Schüsse, die in dieser Zeit auf sein Tor kamen. In der Saison 2011/12 kam Richard Bachman in 15 AHL- und 18 NHL-Partien zum Einsatz. Im Anschluss an diese Spielzeit unterschrieb er einen neuen Einjahresvertrag im Wert von 625.000 US-Dollar.
Im Juli 2013 unterzeichnete Bachman einen Einjahresvertrag bei den Edmonton Oilers. Im Juli 2015 schloss er sich dann als Free Agent den Vancouver Canucks an. Dort stand er in der Folge regelmäßig bei deren Farmteam auf dem Eis, den Utica Comets aus der AHL. Als sich dies in der Saison 2019/20 änderte, wurde er im Februar 2020 leihweise bis zum Saisonende an den IK Oskarshamn aus der schwedischen Svenska Hockeyligan abgegeben. Nach dem Ende der Spielzeit 2019/20 erklärte er seine aktive Karriere für beendet und wechselte als Torwarttrainer zu den Iowa Wild aus der AHL. 

### International
Bachman vertrat sein Heimatland mit der US-amerikanischen Nationalmannschaft erstmals bei der Eishockey-Weltmeisterschaft 2012, bei der eine Partie absolvierte.

## Erfolge und Auszeichnungen
| - 2008 WCHA Rookie of the Year - 2008 WCHA Player of the Year - 2008 WCHA All-Rookie Team - 2008 WCHA First All-Star Team - 2008 Tim Taylor Award | - 2008 NCAA West First All-American Team - 2010 Teilnahme am ECHL All-Star Game - 2010 ECHL All-Rookie Team - 2010 ECHL Second All-Star Team - 2015 Teilnahme am AHL All-Star Classic |

## Karrierestatistik

### International
Vertrat die USA bei:
- Weltmeisterschaft 2012

(Legende zur Torhüterstatistik: GP oder Sp = Spiele insgesamt; W oder S = Siege; L oder N = Niederlagen; T oder U oder OT = Unentschieden oder Overtime- bzw. Shootout-Niederlage; Min. = Minuten; SOG oder SaT = Schüsse aufs Tor; GA oder GT = Gegentore; SO = Shutouts; GAA oder GTS = Gegentorschnitt; Sv% oder SVS% = Fangquote; EN = Empty Net Goal; 1 Play-downs/Relegation; Kursiv: Statistik nicht vollständig)